# Liste der geschützten Landschaftsbestandteile in Herne
Die Liste der geschützten Landschaftsbestandteile in Herne enthält die geschützten Landschaftsbestandteile im Gebiet der Stadt Herne in Nordrhein-Westfalen.
Die Ausweisung der geschützten Landschaftsbestandteile erfolgte im Landschaftsplan der Stadt.

## Geschützte Landschaftsbestandteile
In Herne gibt es geschützte Landschaftsbestandteile mit einer Gesamtfläche von 18,74 ha. Das sind etwa 0,36 Prozent der Stadtfläche. (Stand: 2019)
| Bild | Nr.      | Bezeichnung                                                                                 | Fläche   | Position                    | Begründung | Anmerkungen |
| ---- | -------- | ------------------------------------------------------------------------------------------- | -------- | --------------------------- | --- | ----------- |
|      | 7.4.2.1  | Waldfläche                                                                                  | ca. 2 ha | 51° 34′ 3″ N, 7° 14′ 25″ O  | Naturnahes Laubwäldchen aus Buchen und Eichen. Standort südöstlich der Pöppinghauser Straße, nördlich der Staatswerft Herne. |             |
|      | 7.4.2.2  | Baumgruppe und Allee aus Stieleichen (Quercus robur)                                        |          | 51° 33′ 30″ N, 7° 13′ 35″ O | Etwa 30 Bäumen mit einem Stammdurchmesser zwischen 30 und 70 cm. Standort auf der Grünfläche (Sportanlage) westlich der Horsthauser Straße, gegenüber der Zietenstraße. |             |
|      | 7.4.2.3  | 24 Ahorn / 1 Linde                                                                          |          | 51° 33′ 32″ N, 7° 12′ 48″ O | Baumreihe aus 24 Ahorn mit einem Stammumfang zwischen 50 und 60 cm und 1 Linde mit ca. 90 cm Stammumfang. Standort südlich der Südschleuse, nördlich der Kleingartenanlage „Holper Heide“. |             |
|      | 7.4.2.4  | Kastanienallee                                                                              |          | 51° 33′ 32″ N, 7° 12′ 54″ O | Kastanienallee aus 43 Rosskastanien. Standort von der Verlängerung des Hoverskamp parallel zur Kleingartenanlage „Holper Heide“. Mit 10 nachgepflanzten Kastanien wurden Lücken in der Allee geschlossen. |             |
|      | 7.4.2.5  | Baumbestand mit älteren Roteichen (Quercus rubra) und Buchen (Fagus sylvatica)              | 0,7 ha   | 51° 32′ 34″ N, 7° 8′ 32″ O  | Das Mischwaldgebiet wurde zur Erhaltung eines gliedernden und belebenden Landschaftsbestandteiles unter Schutz gestellt. Es liegt im Bereich zwischen Rhein-Herne-Kanal und Unser-Fritz-Straße. |             |
|      | 7.4.2.6  | Mit Laubmischwald bewachsene Halde                                                          | 2,4 ha   | 51° 32′ 46″ N, 7° 9′ 9″ O   | Wegen ihrer botanischen und zoologischen Bedeutung geschützte bewachsene Abraumhalde südlich des Rhein-Herne-Kanals und westlich der Zeche „Unser Fritz, Schacht V“. |             |
|      | 7.4.2.7  | 1 Amerikanische Roteiche (Quercus rubra)                                                    |          | 51° 30′ 47″ N, 7° 8′ 57″ O  | Mehrstämmige Amerikanische Roteiche mit einem Stammdurchmesser von 90 cm an der Ecke Barbarastraße / Am alten Hof im Volkspark Röhlinghausen. |             |
|      | 7.4.2.9  | Feuchtbereich und Teich in der Storchenwiese                                                | 2 ha     | 51° 33′ 49″ N, 7° 15′ 50″ O | Wegen ihrer botanischen und ornithologischen Bedeutung geschützte Feuchtbrache mit Teich ostwärts der ehemaligen Zeche Friedrich der Große an der Grenze zu Castrop-Rauxel. |             |
|      | 7.4.2.10 | Hecke zwischen dem Rückhaltebecken Landwehrbach und der A 42 (Emscherschnellweg)            |          | 51° 33′ 35″ N, 7° 16′ 12″ O | Etwa 5 m breite und 500 m lange Hecke auf der gemeinsamen Stadtgrenze zwischen Herne und Castrop-Rauxel. Wegen seiner ornithologischen Bedeutung geschützter Teil eines artenreichen und allgemein gut ausgebildeten Heckensystems. |             |
|      | 7.4.2.11 | Kleine bewaldete ehemalige Lehmentnahme mit umliegender Fettwiese in der Ackerlage „Bredde“ |          | 51° 32′ 45″ N, 7° 17′ 16″ O | Mit alten Pappeln bewachsene ehemalige Lehmentnahmestelle. Umgeben von einem Gebüschsaum, vorwiegend Weißdorn, der jedoch geschädigt ist. Das Inselbiotop ist mitsamt der umgebenden Fettweide als ein letzter Rückzugsraum für Tiere geschützt. |             |
|      | 7.4.2.13 | Ehemalige Baumschule an der Gerther Straße                                                  | 2,6 ha   | 51° 31′ 40″ N, 7° 16′ 17″ O | Seit mehreren Jahren nicht mehr bewirtschaftete Baumschule. Baumbestand aus überwiegend heimischen Arten sowie Heckenkomplexe, Gebüsche und Ruderalfluren. Geschützt wegen seiner botanischen und zoologischen Bedeutung, als Trittsteinbiotop im Biotopverbundsystem und zur Sicherung des Naturhaushalts innerhalb eines intensiv landwirtschaftlich genutzten Bereiches.                                                      |             |
|      | 7.4.2.14 | Baumreihe auf dem Friedhof an der Dürerstraße                                               |          | 51° 31′ 16″ N, 7° 9′ 32″ O  | 10 Platanen, rechts und links des Weges. Schutzausweisung zur Erhaltung von gliedernden und belebenden Landschaftselementen. |             |
|      | 7.4.2.15 | Dürerhalde                                                                                  | 3,5 ha   | 51° 31′ 11″ N, 7° 9′ 24″ O  | Mit Laubmischwald bestandene Berge- und Bauschutthalde. Schutzausweisung zur Erhaltung eines gliedernden und belebenden Landschaftsbestandteils. |             |
|      | 7.4.2.16 | Südöstlicher Teilbereich des Königsgruber Parkes                                            | 4,1 ha   | 51° 30′ 29″ N, 7° 9′ 50″ O  | Fläche auf dem ehemaligen Betriebsgelände der Zeche Königsgrube. Im Südwesten vor allem durch Sukzession entstandene Waldbereiche, im Nordwesten durch Gehölzgruppen gegliederte offene Bereiche. In der Region sehr seltene relativ magere Standortverhältnisse mit sauren und nährstoffarmen Böden. Die fast ganzjährig Wasser führende Vernässungszone im mittleren Abschnitt ist Lebensstätte für gefährdete Amphibienarten. |             |